# 14790 Beletskij
14790 Beletskij (1970 OF) là một tiểu hành tinh vành đai chính được phát hiện ngày 30 tháng 7 năm 1970 bởi T. M. Smirnova ở Đài vật lý thiên văn Crimean.